# よゐこLOVE
『よゐこLOVE 〜『大人な趣味』を愛する為に勉強していく〜』（よいこラブ おとななしゅみをあいするためにべんきょうしていく）とは、フジテレビONEで放送されていたバラエティ番組である。

## 概要
2014年4月放送開始。地上波では見られないCS放送ならではのゆるさを押し出した『よゐこの企画案』や『よゐことくばん』の後継番組であり、本番組では「大人な趣味」をテーマとしている。
『よゐこの企画案』や『よゐことくばん』とは異なり、わずか3回で終了し、よゐこらぼに引き継がれた。

## 出演
- よゐこ
  - 濱口優
  - 有野晋哉

## 放送内容
| 回                 | タイトル                   |
| ------------------ | -------------------------- |
| 第1回（2014年4月） | スーパーカーLOVE           |
| 第2回（2014年5月） | 超合金LOVE                 |
| 第3回（2014年7月） | 懐かしのTVテーマソングLOVE |

- 第1回は栃木県にあるスーパーカー専門店ドリームオートにて、フェラーリやランボルギーニを試乗した[1]。
- 第2回は超合金40周年を記念して、新旧の名超合金を紹介し、よゐこ二人の超合金の思い出を語った。
- 第3回は1970年代と1980年代のTVアニメ主題歌を聴きながら、二人の思い出を語った。